# Omro
Omro è un comune degli Stati Uniti d'America, situato nello Stato del Wisconsin, nella contea di Winnebago.